# Entourage (serie televisiva 2016)
Entourage (안투라지?, AnturajiLR) è una serie televisiva sudcoreana trasmessa su tvN dal 4 novembre al 24 dicembre 2016, tratta dall'omonima serie statunitense.

## Personaggi
- Kim Eun-gab, interpretato da Cho Jin-woong
Amministratore delegato di una compagnia di management, che trasforma Young-bin in un astro nascente.
- Cha Young-bin, interpretato da Seo Kang-joon
Una superstar nota per l'aspetto fisico, che nutre aspettative irrealistiche sulla propria carriera.
- Cha Joon, interpretato da Lee Kwang-soo
Cugino di Young-bin, ex-membro degli Sugar Boys, una band che debutto negli Anni Novanta.
- Lee Ho-jin, interpretato da Park Jung-min
Anche noto come "tazza di ramyeon", è un ragazzo qualsiasi entrato nel mondo dello spettacolo insieme al suo miglior amico Young-bin per fargli da manager.
- Geo-book (Tartaruga), interpretato da Lee Dong-hwi
Amico d'infanzia di Young-bin e Ho-jin, è un ragazzo allegro e ottimista, ma sfortunato in amore. È l'autista e tuttofare del gruppo.
- Seo Ji-an, interpretata da Kim Hye-in
Un'arredatrice d'interni con conoscenze tra le celebrità.
- Ahn So-hee, interpretata da Ahn So-hee
Famosa attrice, primo amore di Young-bin.
- Kang Ok-ja, interpretata da Choi Myung-gil
Madre di Ji-an, co-presidentessa dell'agenzia di Eun-gab.
- Yoon Se-na, interpretata da Yoon Ji-hye
Moglie di Eun-gab.
- Joy Jung, interpretata da Amber Liu
Segretaria di Eun-gab.
- Kim Yoo-bin, interpretata da Ryu Han-bee
Figlia di Eun-gab.
- Jo Tae-young, interpretata da Jang So-yeon
Amministratrice delegata dell'Idea Production Company.

## Ascolti
La serie è stata un fallimento commerciale e ha ottenuto bassi ascolti.
| Episodio | Data di trasmissione | Dati AGB | Dati TNMS |
| -------- | -------------------- | -------- | --------- |
| 1        | 4 novembre 2016      | 2,264%   | 2,8%      |
| 2        | 5 novembre 2016      | 1,162%   | 1,5%      |
| 3        | 11 novembre 2016     | 1,621%   | 1,8%      |
| 4        | 12 novembre 2016     | 0,749%   | 1,2%      |
| 5        | 18 novembre 2016     | 0,946%   | 1,4%      |
| 6        | 19 novembre 2016     | 0,617%   | 0,8%      |
| 7        | 25 novembre 2016     | 1,072%   | 1,1%      |
| 8        | 26 novembre 2016     | 0,670%   | 0,8%      |
| 9        | 2 dicembre 2016      | 1,117%   | 1,4%      |
| 10       | 3 dicembre 2016      | 0,695%   | 0,9%      |
| 11       | 9 dicembre 2016      | 1,046%   | 1,4%      |
| 12       | 10 dicembre 2016     | 0,916%   | 1,0%      |
| 13       | 16 dicembre 2016     | 0,784%   | 1,6%      |
| 14       | 17 dicembre 2016     | 0,705%   | 1,1%      |
| 15       | 23 dicembre 2016     | 0,960%   | 1,0%      |
| 16       | 24 dicembre 2016     | 0,736%   | 1,0%      |
| Media    | Media                | 1,004%   | 1,3%      |

## Colonna sonora
1. MASITNONSOUL (맛있는술) – Hyukoh
2. The Good – Dok2 (feat. Hash Swan)
3. 2Night – Eddy Kim & Punchnello
4. Entourage – Samuel Seo
5. Even You – Reddy (feat. Kim Boa delle Spica)
6. Put it down – Dok2 (feat. Kim Hyo-eun e Changmo)
7. Up up and away – Beenzino